# International Champions Cup 2018
Navigation
Édition précédente Édition suivante
L'International Champions Cup 2018 (ICC) est la sixième édition de ce tournoi amical international de pré-saison. Il s'est déroulé entre le 20 juillet et le  11 août 2018.
Pour la première fois une édition féminine de l'ICC 2018 s'est tenue en parallèle de la compétition masculine. 

## Participants
| Pays       | Équipe              | Récents résultats nationaux et continentaux | Emplacement | Association | Ligue            |
| ---------- | ------------------- | --- | ----------- | ----------- | ---------------- |
| Angleterre | Arsenal             | 6e en Premier League 2017-2018 Finaliste de la Coupe de la Ligue 2017-2018 Troisième tour de la Coupe d'Angleterre 2017-2018 Vainqueur du Community Shield 2017 Demi-finaliste de la Ligue Europa 2017-2018                                                                                               | Londres     | UEFA        | Premier League   |
| Angleterre | Chelsea             | 5e en Premier League 2017-2018 Demi-finaliste de la Coupe de la Ligue 2017-2018 Vainqueur de la Coupe d'Angleterre 2017-2018 Finaliste du Community Shield 2017 Huitième de finaliste de la Ligue des Champions 2017-2018                                                                                 | Londres     | UEFA        | Première League  |
| Angleterre | Liverpool FC        | 4e en Premier League 2017-2018 Troisième tour de la Coupe de la Ligue 2017-2018 Seizième de finaliste de la Coupe d'Angleterre 2017-2018 Finaliste de la Ligue des Champions 2017-2018 | Liverpool   | UEFA        | Première League  |
| Angleterre | Manchester City     | Vainqueur de la Première League 2017-2018 Vainqueur de la Coupe de la Ligue 2017-2018 Huitième de finaliste de la Coupe d'Angleterre 2017-2018 Quart de finaliste de la Ligue des Champions 2017-2018 | Manchester  | UEFA        | Premier League   |
| Angleterre | Manchester United   | 2e en Premier League 2017-2018 Cinquième tour de la Coupe de la Ligue 2017-2018 Finaliste de la Coupe d'Angleterre 2017-2018 Huitième de finaliste de la Ligue des Champions 2017-2018 | Manchester  | UEFA        | Premier League   |
| Angleterre | Tottenham Hotspur   | 3e en Premier League 2017-2018 Quatrième Tour de la Coupe de la Ligue 2017-2018 Demi-Finaliste de la Coupe d'Angleterre 2017-2018 Huitième de finaliste de la Ligue des Champions 2017-2018 | Londres     | UEFA        | Premier League   |
| Allemagne  | Bayern Munich       | Vainqueur de la Bundesliga 2017-2018 Vainqueur de la Supercoupe d'Allemagne 2017 Finaliste de la Coupe d'Allemagne 2017-2018 Demi-finaliste de la Ligue des champions de l'UEFA 2017-2018 | Munich      | UEFA        | Bundesliga       |
| Allemagne  | Borussia Dortmund   | 4e de la Bundesliga 2017-2018 Finaliste de la Supercoupe d'Allemagne 2017 Huitième de finaliste de la Coupe d'Allemagne 2017-2018 Phase de groupes de Ligue des Champions 2017-2018 Huitième de finaliste de la Ligue Europa 2017-2018 Vainqueur de l'International Champions Cup 2017 (édition chinoise) | Dortmund    | UEFA        | Bundesliga       |
| France     | Paris Saint-Germain | Vainqueur de la Ligue 1 2017-2018 Vainqueur du Trophée des Champions 2017-2018 Vainqueur de la Coupe de la Ligue 2017-2018 Vainqueur de la Coupe de France 2017-2018 Huitième de finaliste de la Ligue des Champions 2017-2018                                                                            | Paris       | UEFA        | Ligue 1          |
| France     | Olympique lyonnais  | 3e de la Ligue 1 2017-2018 Quart de finaliste de la Coupe de France 2017-2018 Huitième de finaliste de la Coupe de la Ligue 2017-2018 Huitième de finaliste de la Ligue Europa 2017-2018 | Lyon        | UEFA        | Ligue 1          |
| Italie     | Juventus            | Vainqueur de la Série A TIM 2017-2018 Vainqueur de la Coupe d'Italie 2017-2018 Finaliste de la Supercoupe d'Italie 2017 Quart de finaliste de la Ligue des Champions 2017-2018 | Turin       | UEFA        | Série A TIM      |
| Italie     | AS Rome             | 3e de la Série A TIM 2017-2018 Huitième de finaliste de la Coupe d'Italie 2017-2018 Demi-finaliste de la Ligue des Champions 2017-2018 | Rome        | UEFA        | Série A TIM      |
| Italie     | AC Milan            | 6e de la Série A TIM 2017-2018 Finaliste de la Coupe d'Italie 2017-2018 Huitième de Finaliste de la Ligue Europa 2017-2018 | Milan       | UEFA        | Série A TIM      |
| Italie     | Inter Milan         | 4e de la Série A TIM 2017-2018 Quart de finaliste de la Coupe d'Italie 2017-2018 Vainqueur de l'International Champions Cup 2017 (édition singapourienne) | Milan       | UEFA        | Série A TIM      |
| Espagne    | FC Barcelone        | Vainqueur du Championnat d'Espagne 2017-2018 Finaliste de la Supercoupe d'Espagne 2017 Vainqueur de la Copa del Rey 2017-2018 Quart de finaliste de Ligue des Champions 2017-2018 Vainqueur de l'International Champions Cup 2017 (édition américaine)                                                    | Barcelone   | UEFA        | LaLiga Santander |
| Espagne    | Real Madrid         | 3e du Championnat d'Espagne 2017-2018 Vainqueur de la Supercoupe d'Espagne 2017 Quart de finaliste de la Copa del Rey 2017-2018 Vainqueur de la Supercoupe de l'UEFA 2017 Vainqueur de la Coupe du Monde des Clubs 2017 Vainqueur de la Ligue des Champions 2017-2018                                     | Madrid      | UEFA        | LaLiga Santander |
| Espagne    | Atlético Madrid     | 2e du Championnat d'Espagne 2017-2018 Quart de finaliste de la Copa del Rey 2017-2018 Phase de groupes de Ligue des Champions 2017-2018 Vainqueur de la Ligue Europa 2017-2018 | Madrid      | UEFA        | LaLiga Santander |
| Portugal   | Benfica Lisbonne    | 2e de la Liga NOS 2017-2018 Huitième de finaliste Coupe du Portugal 2017-2018 Troisième tour de la Coupe de la Ligue 2017-2018 Phase de groupes de Ligue des Champions 2017-2018 | Lisbonne    | UEFA        | Liga NOS         |

## Stades

### États-Unis
| International Champions Cup Amérique du Nord | International Champions Cup Amérique du Nord | International Champions Cup Amérique du Nord | International Champions Cup Amérique du Nord | International Champions Cup Amérique du Nord | International Champions Cup Amérique du Nord |
| Ann Arbor                                    | Arlington | Carson | Charlotte | Chicago | East Rutherford                              |
| -------------------------------------------- | --- | --- | --- | --- | -------------------------------------------- |
| Michigan Stadium                             | AT&T Stadium | StubHub Center | Bank of America Stadium | Soldier Field | MetLife Stadium                              |
| Capacité: 107 601                            | Capacité: 80 000 | Capacité: 27 000 | Capacité: 75 525 | Capacité: 61 500 | Capacité: 82 500                             |
|                                              | | | | |                                              |
| Harrison                                     | [[Fichier:Usa edcp (+HI +AK) location map.svg\|755px\|{{#if:\|{{{alt}}}\|International Champions Cup 2018 est dans la page États-Unis.]]Ann Arbor Arlington Carson Charlotte Chicago East Rutherford Harrison Landover Miami Gardens Minneapolis Pasadena Philadelphie Pittsburgh San Diego Santa Clara | [[Fichier:Usa edcp (+HI +AK) location map.svg\|755px\|{{#if:\|{{{alt}}}\|International Champions Cup 2018 est dans la page États-Unis.]]Ann Arbor Arlington Carson Charlotte Chicago East Rutherford Harrison Landover Miami Gardens Minneapolis Pasadena Philadelphie Pittsburgh San Diego Santa Clara | [[Fichier:Usa edcp (+HI +AK) location map.svg\|755px\|{{#if:\|{{{alt}}}\|International Champions Cup 2018 est dans la page États-Unis.]]Ann Arbor Arlington Carson Charlotte Chicago East Rutherford Harrison Landover Miami Gardens Minneapolis Pasadena Philadelphie Pittsburgh San Diego Santa Clara | [[Fichier:Usa edcp (+HI +AK) location map.svg\|755px\|{{#if:\|{{{alt}}}\|International Champions Cup 2018 est dans la page États-Unis.]]Ann Arbor Arlington Carson Charlotte Chicago East Rutherford Harrison Landover Miami Gardens Minneapolis Pasadena Philadelphie Pittsburgh San Diego Santa Clara | Landover                                     |
| Red Bull Arena                               | [[Fichier:Usa edcp (+HI +AK) location map.svg\|755px\|{{#if:\|{{{alt}}}\|International Champions Cup 2018 est dans la page États-Unis.]]Ann Arbor Arlington Carson Charlotte Chicago East Rutherford Harrison Landover Miami Gardens Minneapolis Pasadena Philadelphie Pittsburgh San Diego Santa Clara | [[Fichier:Usa edcp (+HI +AK) location map.svg\|755px\|{{#if:\|{{{alt}}}\|International Champions Cup 2018 est dans la page États-Unis.]]Ann Arbor Arlington Carson Charlotte Chicago East Rutherford Harrison Landover Miami Gardens Minneapolis Pasadena Philadelphie Pittsburgh San Diego Santa Clara | [[Fichier:Usa edcp (+HI +AK) location map.svg\|755px\|{{#if:\|{{{alt}}}\|International Champions Cup 2018 est dans la page États-Unis.]]Ann Arbor Arlington Carson Charlotte Chicago East Rutherford Harrison Landover Miami Gardens Minneapolis Pasadena Philadelphie Pittsburgh San Diego Santa Clara | [[Fichier:Usa edcp (+HI +AK) location map.svg\|755px\|{{#if:\|{{{alt}}}\|International Champions Cup 2018 est dans la page États-Unis.]]Ann Arbor Arlington Carson Charlotte Chicago East Rutherford Harrison Landover Miami Gardens Minneapolis Pasadena Philadelphie Pittsburgh San Diego Santa Clara | FedEx Field                                  |
| Capacité: 26 104                             | [[Fichier:Usa edcp (+HI +AK) location map.svg\|755px\|{{#if:\|{{{alt}}}\|International Champions Cup 2018 est dans la page États-Unis.]]Ann Arbor Arlington Carson Charlotte Chicago East Rutherford Harrison Landover Miami Gardens Minneapolis Pasadena Philadelphie Pittsburgh San Diego Santa Clara | [[Fichier:Usa edcp (+HI +AK) location map.svg\|755px\|{{#if:\|{{{alt}}}\|International Champions Cup 2018 est dans la page États-Unis.]]Ann Arbor Arlington Carson Charlotte Chicago East Rutherford Harrison Landover Miami Gardens Minneapolis Pasadena Philadelphie Pittsburgh San Diego Santa Clara | [[Fichier:Usa edcp (+HI +AK) location map.svg\|755px\|{{#if:\|{{{alt}}}\|International Champions Cup 2018 est dans la page États-Unis.]]Ann Arbor Arlington Carson Charlotte Chicago East Rutherford Harrison Landover Miami Gardens Minneapolis Pasadena Philadelphie Pittsburgh San Diego Santa Clara | [[Fichier:Usa edcp (+HI +AK) location map.svg\|755px\|{{#if:\|{{{alt}}}\|International Champions Cup 2018 est dans la page États-Unis.]]Ann Arbor Arlington Carson Charlotte Chicago East Rutherford Harrison Landover Miami Gardens Minneapolis Pasadena Philadelphie Pittsburgh San Diego Santa Clara | Capacité: 82 000                             |
|                                              | [[Fichier:Usa edcp (+HI +AK) location map.svg\|755px\|{{#if:\|{{{alt}}}\|International Champions Cup 2018 est dans la page États-Unis.]]Ann Arbor Arlington Carson Charlotte Chicago East Rutherford Harrison Landover Miami Gardens Minneapolis Pasadena Philadelphie Pittsburgh San Diego Santa Clara | [[Fichier:Usa edcp (+HI +AK) location map.svg\|755px\|{{#if:\|{{{alt}}}\|International Champions Cup 2018 est dans la page États-Unis.]]Ann Arbor Arlington Carson Charlotte Chicago East Rutherford Harrison Landover Miami Gardens Minneapolis Pasadena Philadelphie Pittsburgh San Diego Santa Clara | [[Fichier:Usa edcp (+HI +AK) location map.svg\|755px\|{{#if:\|{{{alt}}}\|International Champions Cup 2018 est dans la page États-Unis.]]Ann Arbor Arlington Carson Charlotte Chicago East Rutherford Harrison Landover Miami Gardens Minneapolis Pasadena Philadelphie Pittsburgh San Diego Santa Clara | [[Fichier:Usa edcp (+HI +AK) location map.svg\|755px\|{{#if:\|{{{alt}}}\|International Champions Cup 2018 est dans la page États-Unis.]]Ann Arbor Arlington Carson Charlotte Chicago East Rutherford Harrison Landover Miami Gardens Minneapolis Pasadena Philadelphie Pittsburgh San Diego Santa Clara |                                              |
| Miami Gardens                                | [[Fichier:Usa edcp (+HI +AK) location map.svg\|755px\|{{#if:\|{{{alt}}}\|International Champions Cup 2018 est dans la page États-Unis.]]Ann Arbor Arlington Carson Charlotte Chicago East Rutherford Harrison Landover Miami Gardens Minneapolis Pasadena Philadelphie Pittsburgh San Diego Santa Clara | [[Fichier:Usa edcp (+HI +AK) location map.svg\|755px\|{{#if:\|{{{alt}}}\|International Champions Cup 2018 est dans la page États-Unis.]]Ann Arbor Arlington Carson Charlotte Chicago East Rutherford Harrison Landover Miami Gardens Minneapolis Pasadena Philadelphie Pittsburgh San Diego Santa Clara | [[Fichier:Usa edcp (+HI +AK) location map.svg\|755px\|{{#if:\|{{{alt}}}\|International Champions Cup 2018 est dans la page États-Unis.]]Ann Arbor Arlington Carson Charlotte Chicago East Rutherford Harrison Landover Miami Gardens Minneapolis Pasadena Philadelphie Pittsburgh San Diego Santa Clara | [[Fichier:Usa edcp (+HI +AK) location map.svg\|755px\|{{#if:\|{{{alt}}}\|International Champions Cup 2018 est dans la page États-Unis.]]Ann Arbor Arlington Carson Charlotte Chicago East Rutherford Harrison Landover Miami Gardens Minneapolis Pasadena Philadelphie Pittsburgh San Diego Santa Clara | Minneapolis                                  |
| Hard Rock Stadium                            | [[Fichier:Usa edcp (+HI +AK) location map.svg\|755px\|{{#if:\|{{{alt}}}\|International Champions Cup 2018 est dans la page États-Unis.]]Ann Arbor Arlington Carson Charlotte Chicago East Rutherford Harrison Landover Miami Gardens Minneapolis Pasadena Philadelphie Pittsburgh San Diego Santa Clara | [[Fichier:Usa edcp (+HI +AK) location map.svg\|755px\|{{#if:\|{{{alt}}}\|International Champions Cup 2018 est dans la page États-Unis.]]Ann Arbor Arlington Carson Charlotte Chicago East Rutherford Harrison Landover Miami Gardens Minneapolis Pasadena Philadelphie Pittsburgh San Diego Santa Clara | [[Fichier:Usa edcp (+HI +AK) location map.svg\|755px\|{{#if:\|{{{alt}}}\|International Champions Cup 2018 est dans la page États-Unis.]]Ann Arbor Arlington Carson Charlotte Chicago East Rutherford Harrison Landover Miami Gardens Minneapolis Pasadena Philadelphie Pittsburgh San Diego Santa Clara | [[Fichier:Usa edcp (+HI +AK) location map.svg\|755px\|{{#if:\|{{{alt}}}\|International Champions Cup 2018 est dans la page États-Unis.]]Ann Arbor Arlington Carson Charlotte Chicago East Rutherford Harrison Landover Miami Gardens Minneapolis Pasadena Philadelphie Pittsburgh San Diego Santa Clara | U.S. Bank Stadium                            |
| Capacité: 64 767                             | [[Fichier:Usa edcp (+HI +AK) location map.svg\|755px\|{{#if:\|{{{alt}}}\|International Champions Cup 2018 est dans la page États-Unis.]]Ann Arbor Arlington Carson Charlotte Chicago East Rutherford Harrison Landover Miami Gardens Minneapolis Pasadena Philadelphie Pittsburgh San Diego Santa Clara | [[Fichier:Usa edcp (+HI +AK) location map.svg\|755px\|{{#if:\|{{{alt}}}\|International Champions Cup 2018 est dans la page États-Unis.]]Ann Arbor Arlington Carson Charlotte Chicago East Rutherford Harrison Landover Miami Gardens Minneapolis Pasadena Philadelphie Pittsburgh San Diego Santa Clara | [[Fichier:Usa edcp (+HI +AK) location map.svg\|755px\|{{#if:\|{{{alt}}}\|International Champions Cup 2018 est dans la page États-Unis.]]Ann Arbor Arlington Carson Charlotte Chicago East Rutherford Harrison Landover Miami Gardens Minneapolis Pasadena Philadelphie Pittsburgh San Diego Santa Clara | [[Fichier:Usa edcp (+HI +AK) location map.svg\|755px\|{{#if:\|{{{alt}}}\|International Champions Cup 2018 est dans la page États-Unis.]]Ann Arbor Arlington Carson Charlotte Chicago East Rutherford Harrison Landover Miami Gardens Minneapolis Pasadena Philadelphie Pittsburgh San Diego Santa Clara | Capacité: 66 655                             |
|                                              | [[Fichier:Usa edcp (+HI +AK) location map.svg\|755px\|{{#if:\|{{{alt}}}\|International Champions Cup 2018 est dans la page États-Unis.]]Ann Arbor Arlington Carson Charlotte Chicago East Rutherford Harrison Landover Miami Gardens Minneapolis Pasadena Philadelphie Pittsburgh San Diego Santa Clara | [[Fichier:Usa edcp (+HI +AK) location map.svg\|755px\|{{#if:\|{{{alt}}}\|International Champions Cup 2018 est dans la page États-Unis.]]Ann Arbor Arlington Carson Charlotte Chicago East Rutherford Harrison Landover Miami Gardens Minneapolis Pasadena Philadelphie Pittsburgh San Diego Santa Clara | [[Fichier:Usa edcp (+HI +AK) location map.svg\|755px\|{{#if:\|{{{alt}}}\|International Champions Cup 2018 est dans la page États-Unis.]]Ann Arbor Arlington Carson Charlotte Chicago East Rutherford Harrison Landover Miami Gardens Minneapolis Pasadena Philadelphie Pittsburgh San Diego Santa Clara | [[Fichier:Usa edcp (+HI +AK) location map.svg\|755px\|{{#if:\|{{{alt}}}\|International Champions Cup 2018 est dans la page États-Unis.]]Ann Arbor Arlington Carson Charlotte Chicago East Rutherford Harrison Landover Miami Gardens Minneapolis Pasadena Philadelphie Pittsburgh San Diego Santa Clara |                                              |
| Pasadena                                     | Philadelphie | Pittsburgh | San Diego | Santa Clara |                                              |
| Rose Bowl                                    | Lincoln Financial Field | Heinz Field | SDCCU Stadium | Levi's Stadium |                                              |
| Capacité: 90 888                             | Capacité: 69 176 | Capacité: 69 690 | Capacité: 70 561 | Capacité: 68 500 |                                              |
|                                              | | | | |                                              |

### Europe
| International Champions Cup Europe | International Champions Cup Europe | International Champions Cup Europe | International Champions Cup Europe | International Champions Cup Europe |
| --- | --- | --- | ---------------------------------- | ---------------------------------- |
| Irlande | Portugal | Autriche | HÔTES ANNULÉS                      | Suède                              |
| Dublin | Faro-Loulé | Klagenfurt | HÔTES ANNULÉS                      | Göteborg                           |
| Aviva Stadium | Estádio Algarve | Wörthersee Stadion | HÔTES ANNULÉS                      | Ullevi                             |
| Capacité: 51 700 | Capacité: 30 305 | Capacité: 32 000 | HÔTES ANNULÉS                      | Capacité: 43 000                   |
| | | | HÔTES ANNULÉS                      |                                    |
| Italie | [[Fichier:Europe laea location map with borders.svg\|371px\|{{#if:\|{{{alt}}}\|International Champions Cup 2018 est dans la page Europe.]]Göteborg Dublin Klagenfurt Lecce Londres Madrid Nice Faro-Loulé Solna Varsovie Zurich | [[Fichier:Europe laea location map with borders.svg\|371px\|{{#if:\|{{{alt}}}\|International Champions Cup 2018 est dans la page Europe.]]Göteborg Dublin Klagenfurt Lecce Londres Madrid Nice Faro-Loulé Solna Varsovie Zurich | HÔTES ANNULÉS                      | Suède                              |
| Lecce | [[Fichier:Europe laea location map with borders.svg\|371px\|{{#if:\|{{{alt}}}\|International Champions Cup 2018 est dans la page Europe.]]Göteborg Dublin Klagenfurt Lecce Londres Madrid Nice Faro-Loulé Solna Varsovie Zurich | [[Fichier:Europe laea location map with borders.svg\|371px\|{{#if:\|{{{alt}}}\|International Champions Cup 2018 est dans la page Europe.]]Göteborg Dublin Klagenfurt Lecce Londres Madrid Nice Faro-Loulé Solna Varsovie Zurich | HÔTES ANNULÉS                      | Solna                              |
| Stadio Via del Mare | [[Fichier:Europe laea location map with borders.svg\|371px\|{{#if:\|{{{alt}}}\|International Champions Cup 2018 est dans la page Europe.]]Göteborg Dublin Klagenfurt Lecce Londres Madrid Nice Faro-Loulé Solna Varsovie Zurich | [[Fichier:Europe laea location map with borders.svg\|371px\|{{#if:\|{{{alt}}}\|International Champions Cup 2018 est dans la page Europe.]]Göteborg Dublin Klagenfurt Lecce Londres Madrid Nice Faro-Loulé Solna Varsovie Zurich | HÔTES ANNULÉS                      | Friends Arena                      |
| Capacité: 40 670 | [[Fichier:Europe laea location map with borders.svg\|371px\|{{#if:\|{{{alt}}}\|International Champions Cup 2018 est dans la page Europe.]]Göteborg Dublin Klagenfurt Lecce Londres Madrid Nice Faro-Loulé Solna Varsovie Zurich | [[Fichier:Europe laea location map with borders.svg\|371px\|{{#if:\|{{{alt}}}\|International Champions Cup 2018 est dans la page Europe.]]Göteborg Dublin Klagenfurt Lecce Londres Madrid Nice Faro-Loulé Solna Varsovie Zurich | HÔTES ANNULÉS                      | Capacité: 54 329                   |
| | [[Fichier:Europe laea location map with borders.svg\|371px\|{{#if:\|{{{alt}}}\|International Champions Cup 2018 est dans la page Europe.]]Göteborg Dublin Klagenfurt Lecce Londres Madrid Nice Faro-Loulé Solna Varsovie Zurich | [[Fichier:Europe laea location map with borders.svg\|371px\|{{#if:\|{{{alt}}}\|International Champions Cup 2018 est dans la page Europe.]]Göteborg Dublin Klagenfurt Lecce Londres Madrid Nice Faro-Loulé Solna Varsovie Zurich | HÔTES ANNULÉS                      |                                    |
| Royaume-Uni | Espagne | France | HÔTES ANNULÉS                      | Pologne                            |
| Londres | Madrid | Nice | HÔTES ANNULÉS                      | Varsovie                           |
| Stamford Bridge | Wanda Metropolitano | Allianz Riviera | HÔTES ANNULÉS                      | Stade nationale                    |
| Capacité: 41 631 | Capacité: 67 703 | Capacité: 35 624 | HÔTES ANNULÉS                      | Capacité: 58 145                   |
| | | | HÔTES ANNULÉS                      |                                    |
| En raison du désistement de l'équipe espagnole, les matches de Chelsea et Benfica initialement prévus face au Séville FC à Varsovie et Zürich sont annulés. Ces deux clubs affronteront l'Olympique lyonnais respectivement à Londres et Faro-Loulé. En raison de son calendrier (participation au Community Shield en tant que vainqueur de la Coupe d'Angleterre de football), les deux autres matches de Chelsea prévus à Göteborg et Solna (Stockholm) en Suède sont avancés de 3 jours et déplacés respectivement à Nice et Dublin. | En raison du désistement de l'équipe espagnole, les matches de Chelsea et Benfica initialement prévus face au Séville FC à Varsovie et Zürich sont annulés. Ces deux clubs affronteront l'Olympique lyonnais respectivement à Londres et Faro-Loulé. En raison de son calendrier (participation au Community Shield en tant que vainqueur de la Coupe d'Angleterre de football), les deux autres matches de Chelsea prévus à Göteborg et Solna (Stockholm) en Suède sont avancés de 3 jours et déplacés respectivement à Nice et Dublin. | En raison du désistement de l'équipe espagnole, les matches de Chelsea et Benfica initialement prévus face au Séville FC à Varsovie et Zürich sont annulés. Ces deux clubs affronteront l'Olympique lyonnais respectivement à Londres et Faro-Loulé. En raison de son calendrier (participation au Community Shield en tant que vainqueur de la Coupe d'Angleterre de football), les deux autres matches de Chelsea prévus à Göteborg et Solna (Stockholm) en Suède sont avancés de 3 jours et déplacés respectivement à Nice et Dublin. | HÔTES ANNULÉS                      | Suisse                             |
| En raison du désistement de l'équipe espagnole, les matches de Chelsea et Benfica initialement prévus face au Séville FC à Varsovie et Zürich sont annulés. Ces deux clubs affronteront l'Olympique lyonnais respectivement à Londres et Faro-Loulé. En raison de son calendrier (participation au Community Shield en tant que vainqueur de la Coupe d'Angleterre de football), les deux autres matches de Chelsea prévus à Göteborg et Solna (Stockholm) en Suède sont avancés de 3 jours et déplacés respectivement à Nice et Dublin. | En raison du désistement de l'équipe espagnole, les matches de Chelsea et Benfica initialement prévus face au Séville FC à Varsovie et Zürich sont annulés. Ces deux clubs affronteront l'Olympique lyonnais respectivement à Londres et Faro-Loulé. En raison de son calendrier (participation au Community Shield en tant que vainqueur de la Coupe d'Angleterre de football), les deux autres matches de Chelsea prévus à Göteborg et Solna (Stockholm) en Suède sont avancés de 3 jours et déplacés respectivement à Nice et Dublin. | En raison du désistement de l'équipe espagnole, les matches de Chelsea et Benfica initialement prévus face au Séville FC à Varsovie et Zürich sont annulés. Ces deux clubs affronteront l'Olympique lyonnais respectivement à Londres et Faro-Loulé. En raison de son calendrier (participation au Community Shield en tant que vainqueur de la Coupe d'Angleterre de football), les deux autres matches de Chelsea prévus à Göteborg et Solna (Stockholm) en Suède sont avancés de 3 jours et déplacés respectivement à Nice et Dublin. | HÔTES ANNULÉS                      | Zurich                             |
| En raison du désistement de l'équipe espagnole, les matches de Chelsea et Benfica initialement prévus face au Séville FC à Varsovie et Zürich sont annulés. Ces deux clubs affronteront l'Olympique lyonnais respectivement à Londres et Faro-Loulé. En raison de son calendrier (participation au Community Shield en tant que vainqueur de la Coupe d'Angleterre de football), les deux autres matches de Chelsea prévus à Göteborg et Solna (Stockholm) en Suède sont avancés de 3 jours et déplacés respectivement à Nice et Dublin. | En raison du désistement de l'équipe espagnole, les matches de Chelsea et Benfica initialement prévus face au Séville FC à Varsovie et Zürich sont annulés. Ces deux clubs affronteront l'Olympique lyonnais respectivement à Londres et Faro-Loulé. En raison de son calendrier (participation au Community Shield en tant que vainqueur de la Coupe d'Angleterre de football), les deux autres matches de Chelsea prévus à Göteborg et Solna (Stockholm) en Suède sont avancés de 3 jours et déplacés respectivement à Nice et Dublin. | En raison du désistement de l'équipe espagnole, les matches de Chelsea et Benfica initialement prévus face au Séville FC à Varsovie et Zürich sont annulés. Ces deux clubs affronteront l'Olympique lyonnais respectivement à Londres et Faro-Loulé. En raison de son calendrier (participation au Community Shield en tant que vainqueur de la Coupe d'Angleterre de football), les deux autres matches de Chelsea prévus à Göteborg et Solna (Stockholm) en Suède sont avancés de 3 jours et déplacés respectivement à Nice et Dublin. | HÔTES ANNULÉS                      | Letzigrund                         |
| En raison du désistement de l'équipe espagnole, les matches de Chelsea et Benfica initialement prévus face au Séville FC à Varsovie et Zürich sont annulés. Ces deux clubs affronteront l'Olympique lyonnais respectivement à Londres et Faro-Loulé. En raison de son calendrier (participation au Community Shield en tant que vainqueur de la Coupe d'Angleterre de football), les deux autres matches de Chelsea prévus à Göteborg et Solna (Stockholm) en Suède sont avancés de 3 jours et déplacés respectivement à Nice et Dublin. | En raison du désistement de l'équipe espagnole, les matches de Chelsea et Benfica initialement prévus face au Séville FC à Varsovie et Zürich sont annulés. Ces deux clubs affronteront l'Olympique lyonnais respectivement à Londres et Faro-Loulé. En raison de son calendrier (participation au Community Shield en tant que vainqueur de la Coupe d'Angleterre de football), les deux autres matches de Chelsea prévus à Göteborg et Solna (Stockholm) en Suède sont avancés de 3 jours et déplacés respectivement à Nice et Dublin. | En raison du désistement de l'équipe espagnole, les matches de Chelsea et Benfica initialement prévus face au Séville FC à Varsovie et Zürich sont annulés. Ces deux clubs affronteront l'Olympique lyonnais respectivement à Londres et Faro-Loulé. En raison de son calendrier (participation au Community Shield en tant que vainqueur de la Coupe d'Angleterre de football), les deux autres matches de Chelsea prévus à Göteborg et Solna (Stockholm) en Suède sont avancés de 3 jours et déplacés respectivement à Nice et Dublin. | HÔTES ANNULÉS                      | Capacité: 26 104                   |
| En raison du désistement de l'équipe espagnole, les matches de Chelsea et Benfica initialement prévus face au Séville FC à Varsovie et Zürich sont annulés. Ces deux clubs affronteront l'Olympique lyonnais respectivement à Londres et Faro-Loulé. En raison de son calendrier (participation au Community Shield en tant que vainqueur de la Coupe d'Angleterre de football), les deux autres matches de Chelsea prévus à Göteborg et Solna (Stockholm) en Suède sont avancés de 3 jours et déplacés respectivement à Nice et Dublin. | En raison du désistement de l'équipe espagnole, les matches de Chelsea et Benfica initialement prévus face au Séville FC à Varsovie et Zürich sont annulés. Ces deux clubs affronteront l'Olympique lyonnais respectivement à Londres et Faro-Loulé. En raison de son calendrier (participation au Community Shield en tant que vainqueur de la Coupe d'Angleterre de football), les deux autres matches de Chelsea prévus à Göteborg et Solna (Stockholm) en Suède sont avancés de 3 jours et déplacés respectivement à Nice et Dublin. | En raison du désistement de l'équipe espagnole, les matches de Chelsea et Benfica initialement prévus face au Séville FC à Varsovie et Zürich sont annulés. Ces deux clubs affronteront l'Olympique lyonnais respectivement à Londres et Faro-Loulé. En raison de son calendrier (participation au Community Shield en tant que vainqueur de la Coupe d'Angleterre de football), les deux autres matches de Chelsea prévus à Göteborg et Solna (Stockholm) en Suède sont avancés de 3 jours et déplacés respectivement à Nice et Dublin. | HÔTES ANNULÉS                      |                                    |

### Singapour
| International Champions Cup Singapour | International Champions Cup Singapour                                                                                                   |
| Singapour                             | [[Fichier:Singapore location map.svg\|380px\|{{#if:\|{{{alt}}}\|International Champions Cup 2018 est dans la page Singapour.]]Singapour |
| ------------------------------------- | --- |
| Stade national de Singapour           | [[Fichier:Singapore location map.svg\|380px\|{{#if:\|{{{alt}}}\|International Champions Cup 2018 est dans la page Singapour.]]Singapour |
| Capacité: 55 000                      | [[Fichier:Singapore location map.svg\|380px\|{{#if:\|{{{alt}}}\|International Champions Cup 2018 est dans la page Singapour.]]Singapour |
|                                       | [[Fichier:Singapore location map.svg\|380px\|{{#if:\|{{{alt}}}\|International Champions Cup 2018 est dans la page Singapour.]]Singapour |

## Format
Ce tournoi comprend un tableau unique de 18 équipes. Chaque équipe dispute 3 matches programmés entre le 20 juillet et le 12 août, en plusieurs lieux d'Amérique du Nord, d'Europe et à Singapour.
Les rencontres se déroulent conformément au règlement de la FIFA.
En cas d'égalité à la fin du temps réglementaire (90 minutes), le vainqueur est désigné lors d'une séance de tirs au but.
Le système d'attribution des points est le suivant : 3 points pour une victoire, 2 points pour une victoire aux tirs au but, 1 point pour une défaite aux tirs au but, et 0 point pour une défaite.
Si des équipes ont le même nombre de points à l'issue du tournoi, leur classement est établi en observant :
- la confrontation directe
- la différence de buts
- le nombre de buts marqués
- le nombre de buts encaissés
- le résultat face à un opposant commun
- le plus petit nombre de cartons rouges reçus (équipe technique incluse)
- le plus petit nombre de cartons jaunes reçus (équipe technique incluse)
- le plus petit nombre de fautes commises (sur la totalité du tournoi)
- le tirage à pile ou face.

## Matchs
| 20 juillet 2018                                               | Manchester City | 0 - 1   | Borussia Dortmund | Soldier Field, Chicago                              |                                                     |
| 20:00 local (UTC-5 (Central Time Zone)) 03:00 (UTC+2 (Paris)) |                 | (0 - 1) | 27e (pen.) Götze  | Spectateurs : 34 629 Arbitrage : Armando Villarreal | Spectateurs : 34 629 Arbitrage : Armando Villarreal |
| 20:00 local (UTC-5 (Central Time Zone)) 03:00 (UTC+2 (Paris)) | Rapport         |         |                   | Spectateurs : 34 629 Arbitrage : Armando Villarreal | Spectateurs : 34 629 Arbitrage : Armando Villarreal |

| 21 juillet 2018       | Bayern Munich                            | 3 - 1   | Paris Saint-Germain | Wörthersee Stadion, Klagenfurt                    |                                                   |
| 16:00 (UTC+2 (Paris)) | Martínez 60e · Sanches 68e · Zirkzee 78e | (0 - 1) | 31e Weah            | Spectateurs : 22 300 Arbitrage : Alexander Harkam | Spectateurs : 22 300 Arbitrage : Alexander Harkam |
| 16:00 (UTC+2 (Paris)) | Rapport                                  |         |                     | Spectateurs : 22 300 Arbitrage : Alexander Harkam | Spectateurs : 22 300 Arbitrage : Alexander Harkam |

| 22 juillet 2018                                               | Liverpool FC | 1 - 3   | Borussia Dortmund                           | Bank of America Stadium, Charlotte             |                                                |
| 16:00 local (UTC-4 (Eastern Time Zone)) 22:00 (UTC+2 (Paris)) | van Dijk 24e | (1 - 0) | 65e (pen.) 88e Pulisic · 90+2e Bruun Larsen | Spectateurs : 55 447 Arbitrage : Allen Chapman | Spectateurs : 55 447 Arbitrage : Allen Chapman |
| 16:00 local (UTC-4 (Eastern Time Zone)) 22:00 (UTC+2 (Paris)) | Rapport      |         |                                             | Spectateurs : 55 447 Arbitrage : Allen Chapman | Spectateurs : 55 447 Arbitrage : Allen Chapman |

| 25 juillet 2018                                               | Juventus FC     | 2 - 0   | Bayern Munich | Lincoln Financial Field, Philadelphie        |                                              |
| 19:00 local (UTC-4 (Eastern Time Zone)) 01:00 (UTC+2 (Paris)) | Favilli 32e 40e | (2 - 0) |               | Spectateurs : 32 105 Arbitrage : Chris Penso | Spectateurs : 32 105 Arbitrage : Chris Penso |
| 19:00 local (UTC-4 (Eastern Time Zone)) 01:00 (UTC+2 (Paris)) | Rapport         |         |               | Spectateurs : 32 105 Arbitrage : Chris Penso | Spectateurs : 32 105 Arbitrage : Chris Penso |

| 25 juillet 2018                                               | Borussia Dortmund                     | 2 - 2             | Benfica Lisbonne                           | Heinz Field, Pittsburgh                       |                                               |
| 20:00 local (UTC-4 (Eastern Time Zone)) 02:00 (UTC+2 (Paris)) | Philipp 20e 22e                       | (2 - 0)           | 51e Almeida · 69e Semedo                   | Spectateurs : 16 171 Arbitrage : Nima Saghafi | Spectateurs : 16 171 Arbitrage : Nima Saghafi |
| 20:00 local (UTC-4 (Eastern Time Zone)) 02:00 (UTC+2 (Paris)) | Rapport                               |                   |                                            | Spectateurs : 16 171 Arbitrage : Nima Saghafi | Spectateurs : 16 171 Arbitrage : Nima Saghafi |
| 20:00 local (UTC-4 (Eastern Time Zone)) 02:00 (UTC+2 (Paris)) | Wolf · Gómez · Burnić · Sancho · Isak | Tirs au but 3 - 4 | Lema · Jonas · Ferreyra · Samaris · Salvio | Spectateurs : 16 171 Arbitrage : Nima Saghafi | Spectateurs : 16 171 Arbitrage : Nima Saghafi |

| 25 juillet 2018                                               | Manchester City | 1 - 2   | Liverpool FC                  | MetLife Stadium, East Rutherford              |                                               |
| 20:00 local (UTC-4 (Eastern Time Zone)) 02:00 (UTC+2 (Paris)) | Sané 57e        | (0 - 0) | 63e Salah · 90+4e (pen.) Mané | Spectateurs : 52 635 Arbitrage : Sorin Stoica | Spectateurs : 52 635 Arbitrage : Sorin Stoica |
| 20:00 local (UTC-4 (Eastern Time Zone)) 02:00 (UTC+2 (Paris)) | Rapport         |         |                               | Spectateurs : 52 635 Arbitrage : Sorin Stoica | Spectateurs : 52 635 Arbitrage : Sorin Stoica |

| 25 juillet 2018                                               | AS Rome   | 1 - 4   | Tottenham Hotspur               | SDCCU Stadium, San Diego                            |                                                     |
| 19:00 local (UTC-7 (Pacific Time Zone)) 04:00 (UTC+2 (Paris)) | Schick 3e | (1 - 4) | 9e 18e Llorente · 28e 45e Lucas | Spectateurs : 18 861 Arbitrage : Alejandro Mariscal | Spectateurs : 18 861 Arbitrage : Alejandro Mariscal |
| 19:00 local (UTC-7 (Pacific Time Zone)) 04:00 (UTC+2 (Paris)) | Rapport   |         |                                 | Spectateurs : 18 861 Arbitrage : Alejandro Mariscal | Spectateurs : 18 861 Arbitrage : Alejandro Mariscal |

| 26 juillet 2018                                       | Atlético Madrid                          | 1 - 1             | Arsenal FC                                      | Stade National, Kallang (Singapour)             |                                                 |
| 19:30 local (UTC+8 (Singapour)) 13:30 (UTC+2 (Paris)) | Vietto 41e                               | (1 - 0)           | 47e Smith-Rowe                                  | Spectateurs : 23 095 Arbitrage : Ahmad A’Qashah | Spectateurs : 23 095 Arbitrage : Ahmad A’Qashah |
| 19:30 local (UTC+8 (Singapour)) 13:30 (UTC+2 (Paris)) | Rapport                                  |                   |                                                 | Spectateurs : 23 095 Arbitrage : Ahmad A’Qashah | Spectateurs : 23 095 Arbitrage : Ahmad A’Qashah |
| 19:30 local (UTC+8 (Singapour)) 13:30 (UTC+2 (Paris)) | Correa · Rodri · Garcés · Mollejo · Adán | Tirs au but 3 - 1 | Mkhitaryan · Willock · Maitland-Niles · Nketiah | Spectateurs : 23 095 Arbitrage : Ahmad A’Qashah | Spectateurs : 23 095 Arbitrage : Ahmad A’Qashah |

| 28 juillet 2018                                       | Arsenal FC                                                 | 5 - 1   | Paris Saint-Germain | Stade National, Kallang (Singapour)          |                                              |
| 19:30 local (UTC+8 (Singapour)) 13:30 (UTC+2 (Paris)) | Özil 13e · Lacazette 67e 71e · Holding 87e · Nketiah 90+4e | (1 - 0) | 60e (pen.) Nkunku   | Spectateurs : 50 308 Arbitrage : Nathan Chan | Spectateurs : 50 308 Arbitrage : Nathan Chan |
| 19:30 local (UTC+8 (Singapour)) 13:30 (UTC+2 (Paris)) | Rapport                                                    |         |                     | Spectateurs : 50 308 Arbitrage : Nathan Chan | Spectateurs : 50 308 Arbitrage : Nathan Chan |

| 28 juillet 2018                                               | Benfica Lisbonne                | 1 - 1             | Juventus FC                       | Red Bull Arena, Harrison                                   |                                                            |
| 13:00 local (UTC-4 (Eastern Time Zone)) 19:00 (UTC+2 (Paris)) | Grimaldo 65e                    | (0 - 0)           | 74e Clemenza                      | Spectateurs : 24 194 Arbitrage : José Carlos Rivero (USSF) | Spectateurs : 24 194 Arbitrage : José Carlos Rivero (USSF) |
| 13:00 local (UTC-4 (Eastern Time Zone)) 19:00 (UTC+2 (Paris)) | Rapport                         |                   |                                   | Spectateurs : 24 194 Arbitrage : José Carlos Rivero (USSF) | Spectateurs : 24 194 Arbitrage : José Carlos Rivero (USSF) |
| 13:00 local (UTC-4 (Eastern Time Zone)) 19:00 (UTC+2 (Paris)) | Parks · Jonas · Samaris · Félix | Tirs au but 2 - 4 | Fagiolo · Can · Beltrame · Sandro | Spectateurs : 24 194 Arbitrage : José Carlos Rivero (USSF) | Spectateurs : 24 194 Arbitrage : José Carlos Rivero (USSF) |

| 28 juillet 2018       | Chelsea FC                                            | 1 - 1             | Inter Milan                                             | Allianz Riviera, Nice                             |                                                   |
| 20:00 (UTC+2 (Paris)) | Pedro 8e                                              | (1 - 0)           | 49e Gagliardini                                         | Spectateurs : 8 000 Arbitrage : Nicolas Rainville | Spectateurs : 8 000 Arbitrage : Nicolas Rainville |
| 20:00 (UTC+2 (Paris)) | Rapport                                               |                   |                                                         | Spectateurs : 8 000 Arbitrage : Nicolas Rainville | Spectateurs : 8 000 Arbitrage : Nicolas Rainville |
| 20:00 (UTC+2 (Paris)) | Jorginho · Drinkwater · Moses · Abraham · Azpilicueta | Tirs au but 5 - 4 | Ranocchia · Gagliardini · Martínez · Škriniar · Karamoh | Spectateurs : 8 000 Arbitrage : Nicolas Rainville | Spectateurs : 8 000 Arbitrage : Nicolas Rainville |

| 28 juillet 2018                                               | Manchester United | 1 - 4   | Liverpool FC                                                   | Michigan Stadium, Ann Arbor                     |                                                 |
| 17:00 local (UTC-4 (Eastern Time Zone)) 23:00 (UTC+2 (Paris)) | Pereira 31e       | (1 - 1) | 28e (pen.) Mané · 66e Sturridge · 74e (pen.) Ojo · 82e Shaqiri | Spectateurs : 101 254 Arbitrage : Ismail Elfath | Spectateurs : 101 254 Arbitrage : Ismail Elfath |
| 17:00 local (UTC-4 (Eastern Time Zone)) 23:00 (UTC+2 (Paris)) | Rapport           |         |                                                                | Spectateurs : 101 254 Arbitrage : Ismail Elfath | Spectateurs : 101 254 Arbitrage : Ismail Elfath |

| 28 juillet 2018                                               | Bayern Munich            | 2 - 3   | Manchester City              | Hard Rock Stadium, Miami Gardens           |                                            |
| 19:00 local (UTC-4 (Eastern Time Zone)) 01:00 (UTC+2 (Paris)) | Shabani 16e · Robben 24e | (2 - 1) | 45+1e 70e Silva · 52e Nmecha | Spectateurs : 29 195 Arbitrage : Ted Unkel | Spectateurs : 29 195 Arbitrage : Ted Unkel |
| 19:00 local (UTC-4 (Eastern Time Zone)) 01:00 (UTC+2 (Paris)) | Rapport                  |         |                              | Spectateurs : 29 195 Arbitrage : Ted Unkel | Spectateurs : 29 195 Arbitrage : Ted Unkel |

| 28 juillet 2018                                               | FC Barcelone                             | 2 - 2             | Tottenham Hotspur                           | Rose Bowl, Pasadena                          |                                              |
| 20:00 local (UTC-7 (Pacific Time Zone)) 05:00 (UTC+2 (Paris)) | El Haddadi 15e · Arthur 29e              | (2 - 0)           | 73e Son Heung-min · 75e Nkoudou             | Spectateurs : 66 805 Arbitrage : Kevin Stott | Spectateurs : 66 805 Arbitrage : Kevin Stott |
| 20:00 local (UTC-7 (Pacific Time Zone)) 05:00 (UTC+2 (Paris)) | Rapport                                  |                   |                                             | Spectateurs : 66 805 Arbitrage : Kevin Stott | Spectateurs : 66 805 Arbitrage : Kevin Stott |
| 20:00 local (UTC-7 (Pacific Time Zone)) 05:00 (UTC+2 (Paris)) | Palencia · Ruiz · Monchu · Puig · Malcom | Tirs au but 5 - 3 | Son Heung-min · Davies · Georgiou · Sánchez | Spectateurs : 66 805 Arbitrage : Kevin Stott | Spectateurs : 66 805 Arbitrage : Kevin Stott |

| 30 juillet 2018                                       | Paris Saint-Germain                       | 3 - 2   | Atlético Madrid                 | Stade National, Kallang (Singapour)                                 |                                                                     |
| 19:30 local (UTC+8 (Singapour)) 13:30 (UTC+2 (Paris)) | Nkunku 32e · Diaby 71e · Postolachi 90+2e | (1 - 0) | 75e Mollejo · 86e (csc) Bernede | Spectateurs : 50 038 Arbitrage : Muhammad Taqi Aljaafari Bin Jahari | Spectateurs : 50 038 Arbitrage : Muhammad Taqi Aljaafari Bin Jahari |
| 19:30 local (UTC+8 (Singapour)) 13:30 (UTC+2 (Paris)) | Rapport                                   |         |                                 | Spectateurs : 50 038 Arbitrage : Muhammad Taqi Aljaafari Bin Jahari | Spectateurs : 50 038 Arbitrage : Muhammad Taqi Aljaafari Bin Jahari |

| 31 juillet 2018                                               | Manchester United         | 2 - 1   | Real Madrid   | Hard Rock Stadium, Miami Gardens               |                                                |
| 20:00 local (UTC-4 (Eastern Time Zone)) 02:00 (UTC+2 (Paris)) | Sánchez 18e · Herrera 27e | (2 - 1) | 45+3e Benzema | Spectateurs : 64 141 Arbitrage : Allen Chapman | Spectateurs : 64 141 Arbitrage : Allen Chapman |
| 20:00 local (UTC-4 (Eastern Time Zone)) 02:00 (UTC+2 (Paris)) | Rapport                   |         |               | Spectateurs : 64 141 Arbitrage : Allen Chapman | Spectateurs : 64 141 Arbitrage : Allen Chapman |

| 31 juillet 2018                                               | Tottenham Hotspur | 1 - 0   | AC Milan | U.S. Bank Stadium, Minneapolis                 |                                                |
| 19:30 local (UTC-5 (Central Time Zone)) 02:30 (UTC+2 (Paris)) | Nkoudou 47e       | (0 - 0) |          | Spectateurs : 31 264 Arbitrage : Ismail Elfath | Spectateurs : 31 264 Arbitrage : Ismail Elfath |
| 19:30 local (UTC-5 (Central Time Zone)) 02:30 (UTC+2 (Paris)) | Rapport           |         |          | Spectateurs : 31 264 Arbitrage : Ismail Elfath | Spectateurs : 31 264 Arbitrage : Ismail Elfath |

| 31 juillet 2018                                               | FC Barcelone            | 2 - 4   | AS Rome                                                             | AT&T Stadium, Arlington                                    |                                                            |
| 21:00 local (UTC-5 (Central Time Zone)) 04:00 (UTC+2 (Paris)) | Rafinha 6e · Malcom 49e | (1 - 1) | 35e El Shaarawy · 78e Florenzi · 83e Cristante · 86e (pen.) Perotti | Spectateurs : 54 726 Arbitrage : José Carlos Rivero (USSF) | Spectateurs : 54 726 Arbitrage : José Carlos Rivero (USSF) |
| 21:00 local (UTC-5 (Central Time Zone)) 04:00 (UTC+2 (Paris)) | Rapport                 |         |                                                                     | Spectateurs : 54 726 Arbitrage : José Carlos Rivero (USSF) | Spectateurs : 54 726 Arbitrage : José Carlos Rivero (USSF) |

| 1er août 2018                                       | Arsenal FC                                                     | 1 - 1             | Chelsea FC                                                     | Aviva Stadium, Dublin                            |                                                  |
| 20:00 local (UTC+1 (Londres)) 21:00 (UTC+2 (Paris)) | Lacazette 90+4e                                                | (0 - 1)           | 5e Rüdiger                                                     | Spectateurs : 46 002 Arbitrage : Paul McLaughlin | Spectateurs : 46 002 Arbitrage : Paul McLaughlin |
| 20:00 local (UTC+1 (Londres)) 21:00 (UTC+2 (Paris)) | Rapport                                                        |                   |                                                                | Spectateurs : 46 002 Arbitrage : Paul McLaughlin | Spectateurs : 46 002 Arbitrage : Paul McLaughlin |
| 20:00 local (UTC+1 (Londres)) 21:00 (UTC+2 (Paris)) | Lacazette · Nelson · Guendouzi · Maitland-Niles · Özil · Iwobi | Tirs au but 6 - 5 | Drinkwater · Abraham · Moses · Emerson · Piazón · Loftus-Cheek | Spectateurs : 46 002 Arbitrage : Paul McLaughlin | Spectateurs : 46 002 Arbitrage : Paul McLaughlin |

| 1er août 2018                                        | Benfica Lisbonne              | 2 - 3   | Olympique lyonnais                     | Estádio Algarve, Faro-Loulé                      |                                                  |
| 21:00 local (UTC+1 (Lisbonne)) 22:00 (UTC+2 (Paris)) | Pizzi 59e · Marcelo 64e (csc) | (0 - 2) | 40e Marcelo · 45e Traoré · 83e Terrier | Spectateurs : 17 510 Arbitrage : Hélder Malheiro | Spectateurs : 17 510 Arbitrage : Hélder Malheiro |
| 21:00 local (UTC+1 (Lisbonne)) 22:00 (UTC+2 (Paris)) | Rapport                       |         |                                        | Spectateurs : 17 510 Arbitrage : Hélder Malheiro | Spectateurs : 17 510 Arbitrage : Hélder Malheiro |

| 4 août 2018           | Inter Milan  | 1 - 0   | Olympique lyonnais | Stadio Via del Mare, Lecce                      |                                                 |
| 20:00 (UTC+2 (Paris)) | Martínez 52e | (0 - 0) |                    | Spectateurs : 24 698 Arbitrage : Marco Di Bello | Spectateurs : 24 698 Arbitrage : Marco Di Bello |
| 20:00 (UTC+2 (Paris)) | Rapport      |         |                    | Spectateurs : 24 698 Arbitrage : Marco Di Bello | Spectateurs : 24 698 Arbitrage : Marco Di Bello |

| 4 août 2018                                                   | Real Madrid                | 3 - 1   | Juventus FC        | FedExField, Landover                                  |                                                       |
| 18:00 local (UTC-4 (Eastern Time Zone)) 00:00 (UTC+2 (Paris)) | Bale 39e · Asensio 49e 56e | (1 - 1) | 12e (csc) Carvajal | Spectateurs : 71 597 Arbitrage : Robert Sibiga (USSF) | Spectateurs : 71 597 Arbitrage : Robert Sibiga (USSF) |

| 4 août 2018                                                   | AC Milan  | 1 - 0   | FC Barcelone | Levi's Stadium, Santa Clara                              |                                                          |
| 17:00 local (UTC-7 (Pacific Time Zone)) 02:00 (UTC+2 (Paris)) | Silva 93e | (0 - 0) |              | Spectateurs : 51 391 Arbitrage : Baldomero Toledo (USSF) | Spectateurs : 51 391 Arbitrage : Baldomero Toledo (USSF) |

| 7 août 2018                                          | Chelsea FC                                         | 0 - 0             | Olympique lyonnais                       | Stamford Bridge, Londres                      |                                               |
| 20:00 (UTC+1 (local, Londres)) 21:00 (UTC+2 (Paris)) |                                                    |                   |                                          | Spectateurs : 18 457 Arbitrage : Paul Tierney | Spectateurs : 18 457 Arbitrage : Paul Tierney |
| 20:00 (UTC+1 (local, Londres)) 21:00 (UTC+2 (Paris)) | Jorginho · Barkley · Alonso · Azpilicueta · Hazard | Tirs au but 5 - 4 | Ferri · Marcelo · Gouiri · Tete · Cheikh | Spectateurs : 18 457 Arbitrage : Paul Tierney | Spectateurs : 18 457 Arbitrage : Paul Tierney |

| 7 août 2018                                                   | Real Madrid           | 2 - 1   | AS Rome       | MetLife Stadium, East Rutherford             |                                              |
| 20:00 local (UTC-4 (Eastern Time Zone)) 02:00 (UTC+2 (Paris)) | Asensio 2e · Bale 15e | (2 - 0) | 83e Strootman | Spectateurs : 51 528 Arbitrage : Mark Geiger | Spectateurs : 51 528 Arbitrage : Mark Geiger |

| 11 août 2018          | Atlético Madrid | 0 - 1   | Inter Milan  | Wanda Metropolitano, Madrid                                         |                                                                     |
| 21:00 (UTC+2 (Paris)) |                 | (0 - 1) | 31e Martínez | Spectateurs : 23 427 Arbitrage : Alejandro Hernández Hernández (en) | Spectateurs : 23 427 Arbitrage : Alejandro Hernández Hernández (en) |

## Classement
| Rang | Équipe              | Pts | J | V | Vt | Dt | D | BP | BC | Diff. |
| ---- | ------------------- | --- | - | - | -- | -- | - | -- | -- | ----- |
| 1    | Tottenham Hotspur   | 7   | 3 | 2 | 0  | 1  | 0 | 7  | 3  | +4    |
| 2    | Borussia Dortmund   | 7   | 3 | 2 | 0  | 1  | 0 | 6  | 3  | +3    |
| 3    | Inter Milan         | 7   | 3 | 2 | 0  | 1  | 0 | 3  | 1  | +2    |
| 4    | Arsenal FC          | 6   | 3 | 1 | 1  | 1  | 0 | 7  | 3  | +4    |
| 5    | Liverpool FC        | 6   | 3 | 2 | 0  | 0  | 1 | 7  | 5  | +2    |
| 6    | Real Madrid         | 6   | 3 | 2 | 0  | 0  | 1 | 6  | 4  | +2    |
| 7    | Juventus FC         | 5   | 3 | 1 | 1  | 0  | 1 | 4  | 4  | 0     |
| 8    | Chelsea FC          | 5   | 3 | 0 | 2  | 1  | 0 | 2  | 2  | 0     |
| 9    | Manchester United   | 5   | 3 | 1 | 1  | 0  | 1 | 4  | 6  | -2    |
| 10   | Olympique lyonnais  | 4   | 3 | 1 | 0  | 1  | 1 | 3  | 3  | 0     |
| 11   | AC Milan            | 4   | 3 | 1 | 0  | 1  | 1 | 2  | 2  | 0     |
| 12   | Bayern Munich       | 3   | 3 | 1 | 0  | 0  | 2 | 5  | 6  | -1    |
| 13   | AS Rome             | 3   | 3 | 1 | 0  | 0  | 2 | 6  | 8  | -2    |
| 14   | Benfica             | 3   | 3 | 0 | 1  | 1  | 1 | 5  | 6  | -1    |
| 15   | Manchester City     | 3   | 3 | 1 | 0  | 0  | 2 | 4  | 5  | -1    |
| 16   | Paris Saint-Germain | 3   | 3 | 1 | 0  | 0  | 2 | 5  | 10 | -5    |
| 17   | Atlético Madrid     | 2   | 3 | 0 | 1  | 0  | 2 | 3  | 5  | -2    |
| 18   | FC Barcelone        | 2   | 3 | 0 | 1  | 0  | 2 | 4  | 7  | -3    |

## Classements annexes

### Classement des buteurs
| Ensemble de la compétition : 64 buteurs, 80 buts(+3 csc) |                           |                     |      |
| Rang                                                     | Buteur                    | Club                | Buts |
| 1                                                        | Alexandre Lacazette       | Arsenal FC          | 3    |
| 1                                                        | Marco Asensio             | Real Madrid         | 3    |
| 3                                                        | Fernando Llorente         | Tottenham Hotspur   | 2    |
| 3                                                        | Lucas Moura               | Tottenham Hotspur   | 2    |
| 3                                                        | Georges-Kévin Nkoudou     | Tottenham Hotspur   | 2    |
| 3                                                        | Christian Pulisic         | Borussia Dortmund   | 2    |
| 3                                                        | Maximilian Philipp        | Borussia Dortmund   | 2    |
| 3                                                        | Lautaro Martínez          | Inter Milan         | 2    |
| 3                                                        | Sadio Mané                | Liverpool FC        | 2    |
| 3                                                        | Gareth Bale               | Real Madrid         | 2    |
| 3                                                        | Andrea Favilli            | Juventus FC         | 2    |
| 3                                                        | Alexis Sánchez            | Manchester United   | 2    |
| 3                                                        | Bernardo Silva            | Manchester City     | 2    |
| 3                                                        | Christopher Nkunku        | Paris Saint-Germain | 2    |
| 15                                                       | Son Heung-min             | Tottenham Hotspur   | 1    |
| 15                                                       | Mario Götze               | Borussia Dortmund   | 1    |
| 15                                                       | Jacob Bruun Larsen        | Borussia Dortmund   | 1    |
| 15                                                       | Roberto Gagliardini       | Inter Milan         | 1    |
| 15                                                       | Emile Smith-Rowe          | Arsenal FC          | 1    |
| 15                                                       | Mesut Özil                | Arsenal FC          | 1    |
| 15                                                       | Rob Holding               | Arsenal FC          | 1    |
| 15                                                       | Eddie Nketiah             | Arsenal FC          | 1    |
| 15                                                       | Virgil van Dijk           | Liverpool FC        | 1    |
| 15                                                       | Mohamed Salah             | Liverpool FC        | 1    |
| 15                                                       | Daniel Sturridge          | Liverpool FC        | 1    |
| 15                                                       | Sheyi Ojo                 | Liverpool FC        | 1    |
| 15                                                       | Xherdan Shaqiri           | Liverpool FC        | 1    |
| 15                                                       | Karim Benzema             | Real Madrid         | 1    |
| 15                                                       | Luca Clemenza             | Juventus FC         | 1    |
| 15                                                       | Pedro                     | Chelsea FC          | 1    |
| 15                                                       | Antonio Rüdiger           | Chelsea FC          | 1    |
| 15                                                       | Andreas Pereira           | Manchester United   | 1    |
| 15                                                       | Ander Herrera             | Manchester United   | 1    |
| 15                                                       | Marcelo                   | Olympique lyonnais  | 1    |
| 15                                                       | Bertrand Traoré           | Olympique lyonnais  | 1    |
| 15                                                       | Martin Terrier            | Olympique lyonnais  | 1    |
| 15                                                       | Suso                      | AC Milan            | 1    |
| 15                                                       | André Silva               | AC Milan            | 1    |
| 15                                                       | Javi Martínez             | Bayern Munich       | 1    |
| 15                                                       | Renato Sanches            | Bayern Munich       | 1    |
| 15                                                       | Joshua Zirkzee            | Bayern Munich       | 1    |
| 15                                                       | Meritan Shabani           | Bayern Munich       | 1    |
| 15                                                       | Arjen Robben              | Bayern Munich       | 1    |
| 15                                                       | Patrik Schick             | AS Rome             | 1    |
| 15                                                       | Stephan El Shaarawy       | AS Rome             | 1    |
| 15                                                       | Alessandro Florenzi       | AS Rome             | 1    |
| 15                                                       | Bryan Cristante           | AS Rome             | 1    |
| 15                                                       | Diego Perotti             | AS Rome             | 1    |
| 15                                                       | Kevin Strootman           | AS Rome             | 1    |
| 15                                                       | André Almeida             | Benfica Lisbonne    | 1    |
| 15                                                       | Alfa Semedo               | Benfica Lisbonne    | 1    |
| 15                                                       | Alejandro Grimaldo        | Benfica Lisbonne    | 1    |
| 15                                                       | Pizzi                     | Benfica Lisbonne    | 1    |
| 15                                                       | Leroy Sané                | Manchester City     | 1    |
| 15                                                       | Lukas Nmecha              | Manchester City     | 1    |
| 15                                                       | Moussa Diaby              | Paris Saint-Germain | 1    |
| 15                                                       | Virgiliu Postolachi       | Paris Saint-Germain | 1    |
| 15                                                       | Timothy Weah              | Paris Saint-Germain | 1    |
| 15                                                       | Luciano Vietto            | Atlético Madrid     | 1    |
| 15                                                       | Victor Carpintero Mollejo | Atlético Madrid     | 1    |
| 15                                                       | Munir El Haddadi          | FC Barcelone        | 1    |
| 15                                                       | Arthur                    | FC Barcelone        | 1    |
| 15                                                       | Rafinha                   | FC Barcelone        | 1    |
| 15                                                       | Malcom                    | FC Barcelone        | 1    |

## Diffusion
L'intégralité du tournoi est diffusée en France sur BeIn Sports.